# Rompiendo fronteras
Rompiendo fronteras es el nombre del decimoquinto álbum de estudio del cantante mexicano Alejandro Fernández, lanzado el 10 de febrero de 2017. Este disco obtuvo una nominación al Grammy Latino como mejor álbum pop contemporáneo.

## Lista de canciones
Créditos adaptados de Tidal.

| N.º   | Título                        | Escritor(es)                                                            | Duración |  |
| 1.    | «Quiero que vuelvas»          | Joss Favela                                                             | 2:37     |  |
| 2.    | «Tienes que entender»         | Leonel García y Gustavo Cuauhtémoc                                      | 3:34     |  |
| 3.    | «Sé que te duele» (con Morat) | Juan Pablo Isaza, Juan Pablo Villamil, Andrés Torres y Mauricio Rengifo | 3:48     |  |
| 4.    | «Agridulce»                   | Mario Domm                                                              | 3:52     |  |
| 5.    | «Pude»                        | Joss Favela                                                             | 3:00     |  |
| 6.    | «Inocente»                    | Joss Favela                                                             | 3:06     |  |
| 7.    | «En lo correcto»              | Joss Favela                                                             | 2:18     |  |
| 8.    | «Cuando más te amaba»         | Pablo Preciado                                                          | 3:27     |  |
| 9.    | «No pude»                     | Fernando Osorio                                                         | 3:20     |  |
| 10.   | «Un beso a medias»            | Gianmarco                                                               | 3:55     |  |
| 11.   | «Cuando gane la distancia»    | Ana Mónica Vélez Solano, Lauren K Evans y Mario Domm                    | 3:18     |  |
| 36:15 |                               |                                                                         |          |  |

| Edición especial |                                       |          |  |
| N.º              | Título                                | Duración |  |
| 12.              | «Quiero que vuelvas» (en vivo)        | 2:38     |  |
| 13.              | «Tienes que entender» (en vivo)       | 3:38     |  |
| 14.              | «Sé que te duele» (con Morat en vivo) | 4:11     |  |
| 15.              | «Agridulce» (en vivo)                 | 3:51     |  |
| 16.              | «Pude» (en vivo)                      | 3:00     |  |
| 17.              | «En lo correcto» (en vivo)            | 2:18     |  |
| 18.              | «Cuando más te amaba» (en vivo)       | 3:28     |  |
| 19.              | «Un beso a medias» (en vivo)          | 3:52     |  |
| 20.              | «Inocente» (en vivo)                  | 3:26     |  |
| 68:37            |                                       |          |  |

## Lista de posiciones

### Álbum
| Argentina      | Top 10 Álbumes (CAPIF)       | 2   |
| España         | Top 100 Álbumes (PROMUSICAE) | 1   |
| Estados Unidos | US Billboard 200             | 123 |
| Estados Unidos | US Latin Albums              | 1   |
| Estados Unidos | US Latin Pop Albums          | 1   |
| México         | Top 20 (AMPROFON)            | 1   |

## Certificaciones
| País   | Organismo certificador | Certificación | Ventas certificadas | Simbolización |
| ------ | ---------------------- | ------------- | ------------------- | ------------- |
| México | Amprofon               | Platino + Oro | 90 000              | ▲●            |
| España | PROMUSICAE             | Oro           | 20 000              | ●             |